# Alèst
Alès (en occità Alèst, i en francès Alès) és un municipi francès situat al departament del Gard i a la regió d'Occitània. L'any 2004 tenia 41.054 habitants.

## Personatges il·lustres
- Antoine Deparcieux (1703-1768), químic
- Jean-Baptiste Dumas (1800 - 1884), químic
- Roger Roucaute (Cendrats (Gard), 1912 - Sent Alari de Bretmàs, 1991), diputat, alcalde d'Alèst del 1965 al 1985
- Maurice André (1933-2012), trompetista
- Laurent Blanc (1965), futbolista i entrenador
- Stéphane Sarrazin (1975), pilot automobilístic
- Pierre Ligou, compositor avinyonenc que fou organista de la catedral durant més de 50 anys, fins a la mort
- Jacqueline Ferrand (1918-2014), matemàtica

## Educació
- École nationale supérieure des mines d'Alès